# Adalbert Deșu
Adalbert Deșu (Gátalja, Temes, Imperio austrohúngaro, 24 de marzo de 1909; Timişoara, Rumania, 6 de junio de 1937) fue un futbolista rumano que jugaba de delantero por izquierda. 

## Trayectoria
Su primer club fue el CSM Școlar Reșița en donde debutó en 1928. Sus buenas actuaciones lo llevaron a la selección. En 1930 fue fichado por el Banatul Timișoara, institución a la que denfendió hasta el año 1933. En dicho año debió retirarse del fútbol profesional debido a una neumonía, enfermedad que causó su muerte en 1937.

## Selección nacional
Fue internacional con la Selección de fútbol de Rumania en seis ocasiones, marcando tres goles entre 1929 y 1930. Es recordado por haber disputado la Copa mundial de 1930. Además fue el primer jugador de su país en anotar un gol en la Historia de los Mundiales.

### Participaciones en Copas del Mundo
| Mundial                        | Sede    | Resultado    |
| ------------------------------ | ------- | ------------ |
| Copa Mundial de Fútbol de 1930 | Uruguay | Primera fase |

## Clubes
| Club              | País    | Año       |
| ----------------- | ------- | --------- |
| CSM Școlar Reșița | Rumania | 1928-1930 |
| Banatul Timișoara | Rumania | 1930-1933 |